# The Crooked Road
The Crooked Road è un cortometraggio muto del 1911 diretto da David W. Griffith. Fu uno degli ultimi film interpretati da Stephanie Longfellow, un'attrice che lavorò principalmente con Griffith per circa due anni, spesso in ruoli da protagonista.

## Trama
Traviato dalle cattive compagnie, un uomo abbandona la moglie e il figlio che sono costretti a vivere di assistenza pubblica. L'uomo, sul punto di diventare un ladro e un rapinatore, si pente e decide di trovarsi un lavoro. Viene assunto in un deposito di legname, ma non riesce più a ritrovare la famiglia. La moglie, senza più mezzi, manda il bambino al Monte di Pietà ad impegnare la fede nuziale. Il marito, venuto a conoscenza della cosa, si riunisce alla famiglia.

## Produzione
Il film fu prodotto dalla Biograph Company.

## Distribuzione
Distribuito dalla General Film Company, il film - un cortometraggio di 17 minuti - uscì nelle sale cinematografiche statunitensi il 22 maggio 1911.